# 100% Pascal-sensei
100% Pascal-sensei (100％パスカル先生, 100% Pasukaru-sensei) est un manga écrit et dessiné par Yūji Nagai.

## Synopsis
L'histoire se concentre autour d'un professeur d'école primaire qui est si stupide qu'il ne peut même pas écrire son propre nom. Il fait tout ce qu'il aime dans sa salle de classe. De plus, par son apparence, il n'est pas humain.

## Personnages
Pascal-sensei (パスカル先生)
Voix japonaise : Hana Sato
Chika-chan (ちか ちゃん)
Voix japonaise : Misako Tomioka
Hayato-kun (隼人くん)
Voix japonaise : Yuki Kodaira
Steve Kanamori (スティーブカナモリ)
Voix japonaise : Daiki Kobayashi
Iwata-kun (岩田くん)
Voix japonaise : Kōji Takeda
Yūsuke Kitano-kun (北野悠介くん)
Voix japonaise : Shinya Hamazoe
Hikaru Tachibana (立花ひかる)
Voix japonaise : Yuka Maruyama

## Manga
Il est prépublié entre le 15 janvier 2015 et le 15 octobre 2018 dans le magazine Monthly CoroCoro Comic de l'éditeur Shogakukan et compilé en huit volumes de type tankōbon.

### Liste des volumes
| no | Japonais       | Japonais |
| no | Date de sortie | ISBN     |
| --- | -------------- | -------- |
| 1 | 25 avril 2017  |          |
| Liste des chapitres : - Sono na mo Pasukaru-sensei (その名もパスカル先生) - Pāfekuto Purēto (完璧パーフェクトプレート)                         |                |          |
| 2 | 22 avril 2017  |          |
| Liste des chapitres : - Kyōfu! 100% Shintai Kensa (恐怖！100%身体検査) - Pāfekuto Purēto (完璧パーフェクトプレート) - 1% Pasukaru (1%パスカル) |                |          |

## Anime
Une adaptation télévisée sous forme d'une série d'animation produite par OLM est diffusée entre le 15 avril et le 16 décembre 2017.